# Passo de São Gotardo

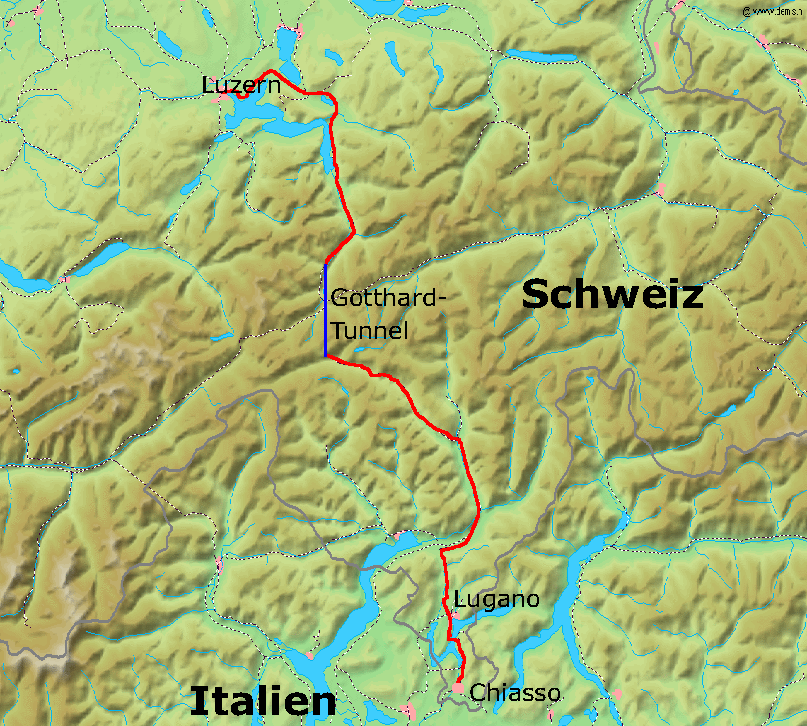
Estrada de St. Gotthard

O passo de São Gotardo ou colo de São Gotardo (em italiano:  Passo del San Gottardo)  é um alto e importante passo de montanha na Suíça, entre Airolo, no cantão de Ticino e Göschenen, no cantão de Uri, que liga a Suíça de língua alemã à Suíça de língua italiana. Localiza-se à altitude de 2 106 m.
Este passo de montanha só começou a ser muito utilizado no século XIII, porque envolvia atravessar o perigoso porque gelado rio Reuss (mesmo no início do verão), e o desfiladeiro Schöllenen (Schöllenenschlucht), antes de Andermatt. Havia muitos mortos por afogamento no passo entre abril e maio, segundo antigos relatos das localidades próximas. Em 1236, era já dedicado ao santo bávaro Gotardo de Hildesheim (960–1038), abade de Hersfeld.
Este acidente montanhoso faz parte da linha de separação das águas do Mar Adriático e do Mar do Norte.

## A lenda da "Ponte do Diabo"
A Ponte do Diabo foi construída em condições tão adversas que as lendas sobre a sua construção formam por si só toda uma categoria completa no sistema de classificação Aarne-Thompson para lendas populares (número 1191) e que é similar às lendas de outras pontes em desfiladeiros na Europa. O rio Reuss era tão difícil de atravessar que um pastor suíço desejou que o Diabo aí construísse uma ponte. O Diabo apareceu, e disse que construiria a ponte mas ficaria com a alma do primeiro a atravessar a dita ponte. O camponês anuiu, mas tendo oferecido ao Diabo uma cabra como presente pela construção, esta acabou por atravessar primeiro a ponte, e não uma pessoa. Irritado por esta afronta, o Diabo arrancou uma enorme rocha para a lançar contra a ponte e destruí-la, mas viu uma velha com uma cruz, e o Diabo fugiu sem erguer a rocha. A rocha ainda se encontra no local e, em 1977, foram gastos 300 000 francos suíços para movê-la 127 metros (pesa 220 toneladas) para conseguir espaço para o novo túnel de São Gotardo.

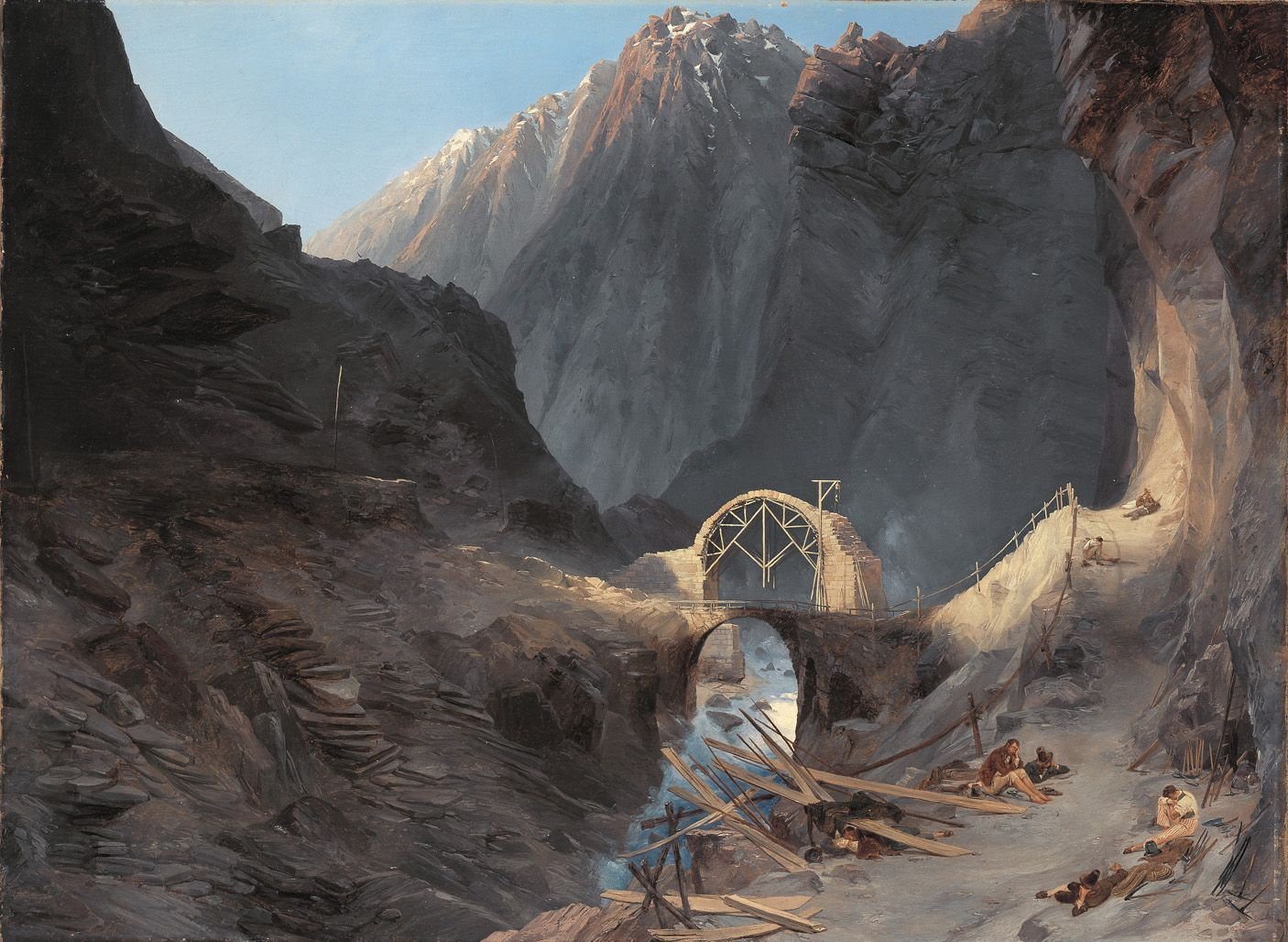
A construção da Ponte do Diabo, Carl Blechen, cerca de 1833 (Neue Pinakothek, Munique).

A ponte permitia que o tráfego seguisse o Reuss até à sua nascente e sobre a linha divisória de águas entre o rio Reno (mar do Norte) e rio Pó (mar Mediterrâneo), e a partir daí, até Tessino e Milão. Só passava tráfego desmontado e rebanhos até 1775, quando, com melhorias no caminho, passou o primeiro carro de bois.

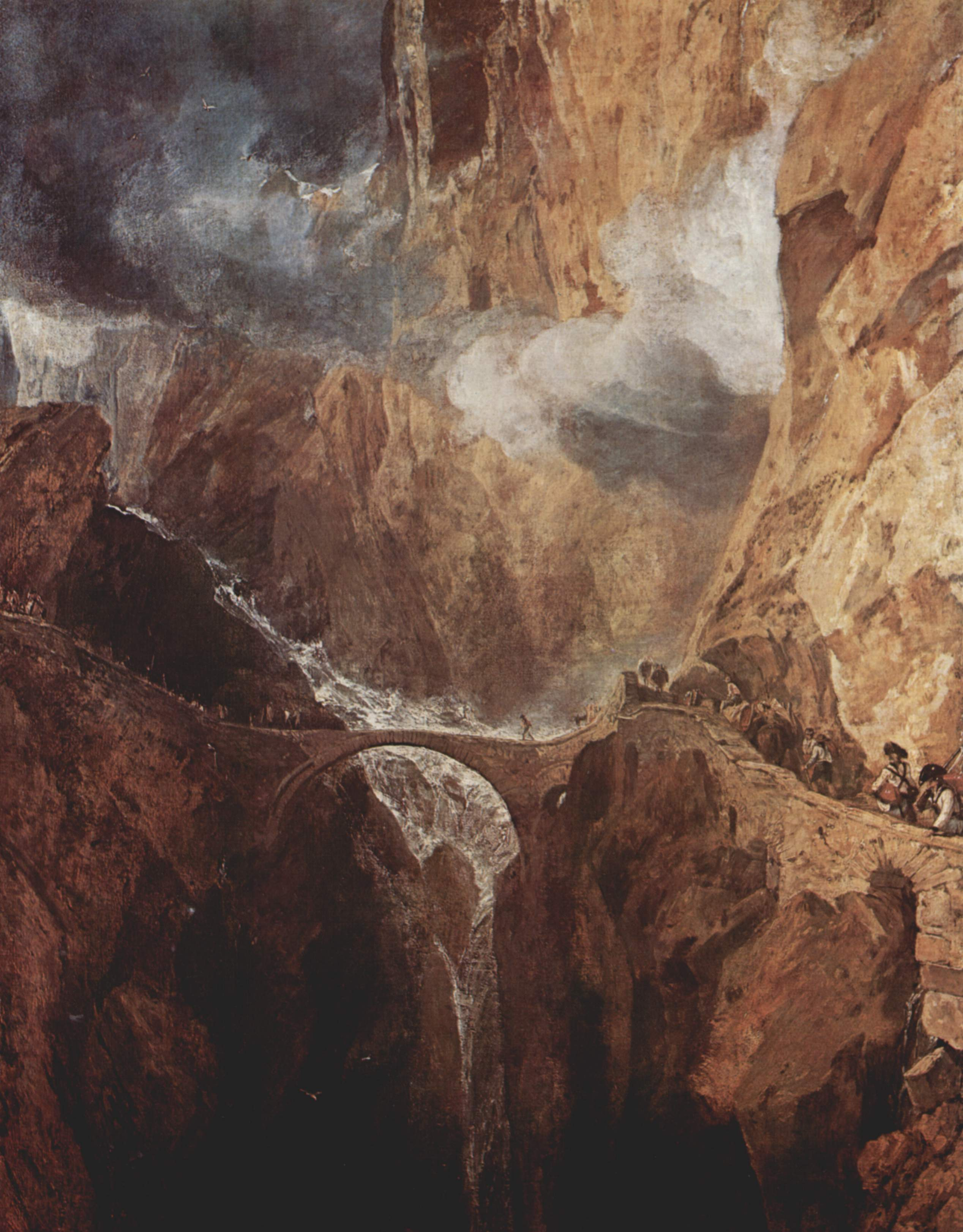
O passo de montanha de São Gotardo pintado por J.M.W. Turner(1775-1851), c. 1802.

## Os túneis
O Túnel ferroviário de São Gotardo, aberto em 1882 para o tráfego ferroviário, e que custou a vida a 177 trabalhadores, substituiu o antigo caminho. Um túnel por estrada de 17 km foi inaugurado em 1980, com um número menor de vítimas de acidentes de trabalho (53). Um segundo túnel ferroviário através do passo está em construção. As autoridades suíças esperam que haja menos de 10 mortes nas obras de construção (já houve 7). Quando estiver completo, será o túnel ferroviário mais longo do mundo, com 57 km. Este túnel, combinado com dois túneis mais curtos cuja construção se prevê para perto de Zurique e de Lugano como parte da iniciativa Nova ferrovia transalpina, reduzirão em 1 hora a viagem por caminho-de-ferro de Zurique a Milão, que hoje dura 3h40m, além de aumentar o número e dimensão dos comboios que podem operar na rota.